# Besitzmittler
Besitzmittler ist im deutschen Sachenrecht jemand, der aufgrund eines Besitzmittlungsverhältnisses (im Sinne von § 868 BGB) unmittelbaren Besitz an einer Sache ausübt und gleichzeitig mit Besitzmittlungswillen den Besitz für den mittelbaren Besitzer – zumeist den Eigentümer – innehat.

## Inhalt und Voraussetzungen der Besitzmittlerschaft
§ 868 BGB normiert vier grundlegende Voraussetzungen für den unmittelbaren Besitz:
1. Der Besitzmittler muss unmittelbarer Besitzer sein.
2. Ein Besitzmittlungsverhältnis muss bestehen.
3. Der Besitzmittler muss Besitzmittlungswillen (Anerkennung des anderen als mittelbaren Besitzer) haben.
4. Bestehen eines vertraglichen oder gesetzlichen Herausgabeanspruchs, z. B. durch die Leistungskondiktion des § 812 Absatz 1 Satz 1 Alt. 1 BGB.

Besitzmittler sind beispielsweise aus obligatorischem Recht der Mieter, der Pächter, der Entleiher oder der Verwahrer. Die Auflistung des § 868 BGB gilt als nicht abschließend („oder in einem ähnlichen Verhältnisse“).
Der mittelbare Besitzer genießt Besitzschutz nach § 869 BGB. Dadurch wird es ihm ermöglicht, einen Anspruch auf Wiedereinräumung des Besitzes vom fehlerhaften Besitzer für den unmittelbaren Besitzer und gegebenenfalls für sich zu verlangen (§ 861 Absatz 1 BGB). Gleichzeitig kann er auch die Beseitigung der Besitzstörung verlangen (§ 862 Absatz 1 BGB). Zudem steht ihm auch ein Verfolgungsrecht (§ 867 BGB) zu.

## Mehrstufigkeit des Besitzmittlungsverhältnisses
Liegt ein mehrstufiges Besitzmittlungsverhältnis vor, wie etwa bei der Untermiete, so ist der „mittelbare Besitzer erster Stufe“ auch Besitzmittler für den „mittelbaren Besitzer zweiter Stufe“, ohne selbst unmittelbar zu besitzen. Dies ergibt sich aus § 871 BGB.